# Animals (canção de Maroon 5)
"Animals" é uma canção da banda norte-americana Maroon 5, gravada para o seu quinto álbum de estúdio V. Foi composta e produzida por Shellback, com auxílio na composição por Adam Levine e Benjamin Levin. O seu lançamento ocorreu a 24 de Agosto de 2014 através da Interscope Records, servindo como segundo single do disco.

## Desempenho nas tabelas musicais

### Posições
| Tabela musical (2014)                | Melhor posição |
| ------------------------------------ | -------------- |
| Alemanha - Media Control AG          | 11             |
| Austrália - ARIA Singles Chart       | 78             |
| Bélgica - Ultratop 50 (Valónia)      | 43             |
| Canadá - Canadian Hot 100            | 2              |
| Eslováquia - Singles Digitál Top 100 | 2              |
| Espanha - PROMUSICAE                 | 12             |
| Estados Unidos - Billboard Hot 100   | 3              |
| Hungria - Single Top 20              | 16             |
| Índia - Top 30 Singles Chart         | 6              |
| Irlanda - IRMA                       | 23             |
| Países Baixos - Mega Single Top 100  | 18             |
| Reino Unido - UK Singles Chart       | 27             |
| Chéquia - Singles Digitál Top 100    | 3              |
| Suécia - Sverigetopplistan           | 17             |
| Suíça - Schweizer Hitparade          | 18             |

## Histórico de lançamento
| País           | Data                 | Formato          | Editora discográfica |
| -------------- | -------------------- | ---------------- | -------------------- |
| Canadá         | 24 de Agosto de 2014 | Descarga digital | 222, Interscope      |
| Austrália      | 25 de Agosto de 2014 | Descarga digital | 222, Interscope      |
| Estados Unidos | 25 de Agosto de 2014 | Descarga digital | 222, Interscope      |
| França         | 25 de Agosto de 2014 | Descarga digital | 222, Interscope      |
| Portugal       | 25 de Agosto de 2014 | Descarga digital | 222, Interscope      |